# 尼古拉·普霍夫
尼古拉·巴甫洛维奇·普霍夫（俄语：Никола́й Па́влович Пу́хов，羅馬化：Nikolay Pavlovich Pukhov，1895年1月25日—1958年3月28日），苏联上将。

## 生平

### 早年生活
1895年，生于卡卢加州巴贝尼诺区格里绍沃镇。
1916年，应征入帝国陆军。

### 内战时期
1918年，参加苏联红军，历任团副官、步兵旅参谋长和师参谋长。

### 二战时期
1941年，加入联共。
1942年，任布良斯克方面军第13集团军司令。
1943年，参加沃罗涅日战役，2月因战功晋升中将；7月参加库尔斯克会战；10月成为苏联英雄；11月参加基辅战役，苏军进入反攻。
1943年-1944年，参加日托米尔—别尔季切夫战役、普罗斯库罗夫—切尔诺维策战役、利沃夫—桑多梅日战役，8月晋升上将。 
1945年，在桑多梅日—西里西亚战役、下西里西亚战役中，协助其它集团军挫败德军进军至尼斯河特里贝尔西北区域。
1945年，参加柏林战役、布拉格战役。

### 战后时期
1948年，任敖德萨军区和北高加索军区司令。
1953年，任西西伯利亚军区和西伯利亚军区司令。
1958年3月28日在莫斯科去世。

## 其它
2002年，俄罗斯军事学院评定“战时最有才华的33个集团军司令”，他位居第7位。